# سيرة مرضية

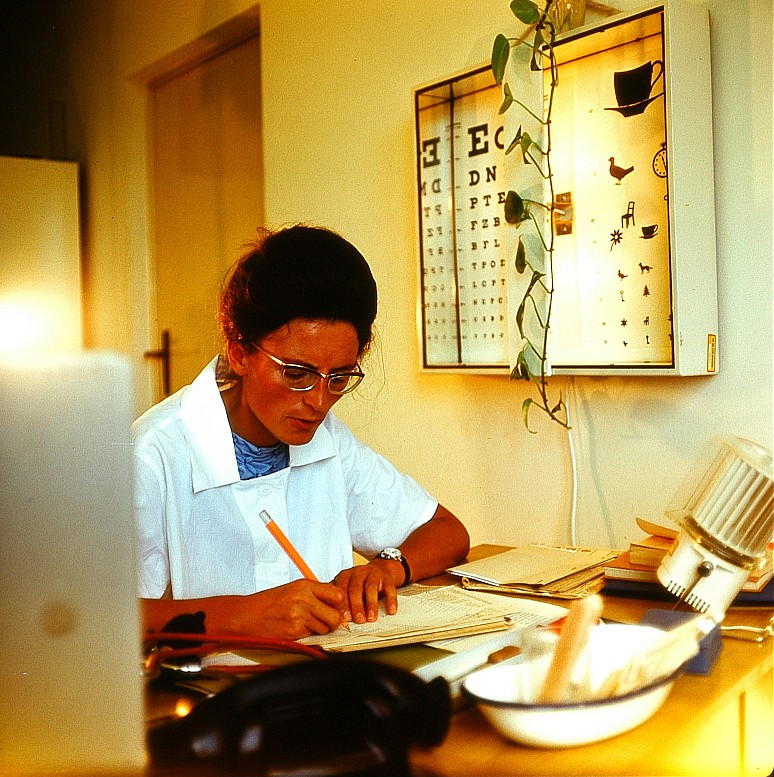

السيرة المَرَضيّة أو التاريخ المرضي أو التاريخ الطبي (بالإنجليزية: Medical history)‏ هي ما يرويه المريض من شكاوي صحية وأعراض وآلام والمتعلقة بمرضِ ما أو حالة صحية معينة. وهي تشمل ذِكر أول ظهور للأعراض، وتكرارها وذكر مقدمات الأعراض. كما تشمل ذِكر مايقوم به المريض للتأثير على الأعراض ومدى نجاحه في ذلك من عدمه. أي أن السيرة المرضية هي «قصة المريض مع المرض».
ويقوم الطبيب أو الممرض باستقصاء السيرة المرضية من خلال أسئلة مرتبة يوجهونها للمريض تشمل النواحي المهمة، وتساعد في تشخيص المرض كخطوة أولى للبحث عن العلاج. كان الرازي أول من أكد على أهمية أن يتحدث الطبيب إلى المريض مباشرة، وألا يعتمد على معلومات نُقلت إليه عن المريض من طرف ثالث، إذ اشتكى الرازي من أن تحليلات الأطراف الناقلة غالباً غير صحيحة، وكثيراً ماتظهر رغبة الطرف الثالث في إبهار الطبيب بما يملك من معلومات طبية.

## مفهوم السيرة المرضية
تشمل السيرة المرضية جوانب كثيرة يرويها المريض لطبيبه معتقداً تسهيل عمل الطبيب في تشخيص المرض والبحث عن العلاج المناسب، ويمكن تقسيم محتوى السيرة المرضية إلى:

### الشكوى الرئيسية
الأعراض الرئيسية من آلام وتغيرات تطرأ على المريض وتعيقه في حياته أو تقلقه. وهي في العادة أول ما يذكره المريض ولذا تعتبر هي الشكوى الرئيسية التي جلبت المريض لطلب العناية الطبية.
ومن الأمثلة عليها: ألم الظهر، ألم الصدر، ضيق النفس، الأرق، القلق، الخوف، العجز الجنسي، الرعاف، النزيف، الكسور، التغيرات الجلدية، الطفح... الخ.
غالباً مايقيس المريض جودة العلاج ودقة الطبيب في مدى تحسن العرض الرئيسي واستجابته للعلاج، وهو يشكل الدافع الرئيسي لزيارة الطبيب.

### الشكوى الحالية
وهي تختلف عن الشكوى الرئيسية في أنها تتعلق بما يشكو منه المريض لحظة تواجده عند الطبيب، فقد يكون المريض نعساناً بسبب الأرق الذي أصابه في الليلة السابقة، وقد يشكو من الألم، أو يكون خالياً من الشكوى في لحظة تواجده أمام الطبيب، وكثير من المرضى يصيبهم الخوف من الطبيب (بخاصة الأطفال)، مما قد يغطي على الشكوى الرئيسية أو يغيرها، فينكر المريض الألم خوفاً من العلاج (الحقنة للأطفال، أو العملية الجراحية عند البالغين).

### عامل الزمن
ويشمل مايرويه المريض أو ما يجيب به على أسئلة الطبيب حول:
- بداية المرض: متى بدأت الأعراض لأول مرة؟ متى بدأت الشكوى هذه المرة؟
- استمرارية العرض: كم تبقى الأعراض تؤثر في المريض، هل الشكوى مستمرة أم متقطعة؟ هل يدوم العرض لساعات، أيام أو أسابيع، أم يكون لثوانٍ أو دقائق معدودة؟
- تردد الشكوى: كم مرة تعود النوبات للظهور؟ كم مرة في اليوم\الأسبوع\الشهر تعود الشكوى للظهور؟ هل هي منتظمة أم غير منتظمة؟
- مراحل المرض والتغيرات التي لاحظها المريض في تطور الحالة المرضية، والمدة الزمنية لكل مرحلة.

يساعد عامل الزمن في تقسيم الأمراض إلى حادة (بالإنجليزية: acute)‏ ومزمنة (بالإنجليزية: chronic)‏ ومتكررة (بالإنجليزية: paroxysmal)‏.

### المؤثرات
ماهي العوامل المؤثرة على المرض؟ ماذا يزيد من المرض أو يسبّبه باعتقاد المريض نفسه؟ وماذا يخفف منه؟ ويدخل في المؤثرات أيضاً الأدوية والعلاجات التي جربها المريض بكافة أنواعها، الطبية والشعبية والخرافية، وذلك لأن من ذلك أن يساعد في تشخيص المرض أو مضاعفاته.

### السيرة الحيوية
وتشمل الجوانب الحيوية مثل:
- الشهية، آخر وجبة غذائية، التغذية.
- الإخراج مثل التبرز والتبول.
- قائمة الأدوية التي يتناولها المريض بانتظام.

## السيرة الموسعة
تشمل السيرة المرضية الموسعة جوانب تؤثر في المرض وسيره، ويسألها الطبيب أو المعالج حين الحاجة إليها وتشمل:

### التاريخ المرضي
يشمل التاريخ المرضي:
- تاريخ المرض الحالي .
- الأمراض الأخرى التي يعاني منها المريض.
- الأمراض السابقة التي أصابت المريض.
- العمليات الجراحية التي أُجريت للمريض.
- الأدوية التي يتناولها المريض بانتظام.

### السيرة العائلية
بما أن العديد من الأمراض الجينية موروثة، كما أن التركيب الجيني يؤثر في كثير من الأمراض، فإن السيرة العائلية تشمل تاريخ العائلة الطبي، وبخاصة المتعلق بالمرض، مثل تواجد المرض عند الآباء والأمهات، والأجداد، إصابة الإخوة والأشقة، وكذلك التي يعاني منها الأبناء.

### السيرة المهنية
وفيها يُسأل المريض عن مهنته التي تعلمها ومهنته التي يمارسها، ووضعه في عالم العمل. ويُستفاد من السيرة المهنية في معرفة مكامن المخاطر الصحية في جو العمل، والظروف التي تؤثر على صحة المريض الجسدية والنفسية. فالمهن المكتبية غير المهن الزراعية، وتعرض المريض للملوثات في بيئة العمل.
كما تفيد السيرة المهنية في معرفة المستوى المعرفي والعلمي للمريض، ومدى إدراكه لكُنه المرض، ومقدرته على استيعاب الشروحات الطبية، والالتزام بالتعليمات الطبية.

### السيرة الاجتماعية
تشمل السيرة الاجتماعية جوانب مؤثرة في سير الأمراض وعلاجها منها:
- الحالة الاجتماعية من زواج وطلاق أو عزوبية تؤثر في كثير من الأمراض ومواجهة الآلام، وكذلك في شرح الضغوطات العائلية التي يمكن أن يتعرض لها المريض وتؤثر سلباً وإيجاباً على مجرى المرض. ومعرفة الوضع الأسري يساعد الطبيب أو المعالج على تقدير الحاجة للمساعدة التمريضية.
- المستوى الاجتماعي ومقدار الدخل المالي له دور في تقدير العلاجات الممكنة، كما أن الاستفسار عن توفر التأمين الصحي والأمن الاجتماعي يساعد على تقدير أفض الطرق العلاجية للمريض، والتأثير على استعداد المريض لتلقي العلاجات المكلفة أو التي تستغرق مدةً طويلة مثل النقاهة والعلاج الطبيعي.

## سيرة الغريب
السيرة المرضية ينقلها المريض مباشرة إلى طبيبه، ولكن في بعض الحالات يكون الطبيب بحاجة إلى معلومات ينقلها له أشخاص آخرون حول الحالة الصحية للمريض، مثل حالات فقدان الوعي، أو الحالات التي لايكون فيها المريض نفسه قادراً على وصف المرض أو ذكر أعراضه، كعدم قدرة المريض على الكلام بسبب سكتة دماغية مثلاً، وهناك أمراض لا يلاحظها إلا مرافقو المريض فتكون الشكوى منقولة منهم. وسميت بسيرة الغريب لأن «غريباً» ينقلها إلى الطبيب لا المريض نفسه، وغالباً مايكون المرافق للمريض قريباً له لا غريباً بالمعنى الاجتماعي، إلا أن السيرة تسمى بذلك لتفريقها عن السيرة الذاتية للمرض.